# Josef Rubeš
Josef Rubeš (11. listopadu 1913 – 1994) byl český procesualista a soudce. Působil jako soudce Nejvyššího soudu (od roku 1968), Městského soudu v Praze (od roku 1970 do 80. let 20. století) a Obvodního soudu pro Prahu 1. V roce 1990 byl předsedou Legislativní komise ministryně spravedlnosti České republiky.

## Dílo
- Kovařík, Kunc, Rubeš, Tolar: Trestní řád a ostatní předpisy trestního řízení soudního platné v zemi České a Moravskoslezské, Právnické vydavatelství JUDr. Václav Tomsa, Praha 1947
- Kolbaba, Rubeš, Tolar: Civilněprocesní předpisy platné v zemi České a Moravskoslezské, Právnické vydavatelství JUDr. Václav Tomsa, Praha 1947
- Kolbaba, Rubeš, Tolar: Civilněprocesní předpisy platné v zemi České a Moravskoslezské – dodatek, Právnické vydavatelství JUDr. Václav Tomsa, Praha 1947
- Josef Rubeš, Jan Tolar: Notářský řád a předpisy s ním souvisící platné v zemi České a Moravskoslezské, Právnické vydavatelství JUDr. Václav Tomsa, Praha 1948
- Josef Rubeš: Občanský soudní řád (2. vydání), Orbis, Praha 1951
- Josef Rubeš: Dodatky k občanskému soudnímu řádu (1. vydání), Orbis, Praha 1954
- Josef Rubeš a kolektiv: Komentář k občanskému soudnímu řádu – díl 1, Orbis, Praha 1957
- Josef Rubeš a kolektiv: Komentár k občianskému súdnemu poriadku – 1. diel, Slovenské vydavateľstvo politickej literatúry, Bratislava 1958
- Josef Rubeš a kolektiv: Komentář k občanskému soudnímu řádu – díl 2, Orbis, Praha 1959
- Josef Rubeš a kolektiv: Komentár k občianskému súdnemu poriadku – 2. diel, Osveta, Bratislava 1959
- Josef Rubeš a kolektiv: Komentář k občanskému soudnímu řádu – díl 3, Orbis, Praha 1960
- Josef Rubeš a kolektiv: Občanský soudní řád – komentář – díl 1, Orbis, Praha 1970
- Josef Rubeš a kolektiv: Občanský soudní řád – komentář – díl 2, Orbis, Praha 1971
- Josef Rubeš: Občanský soudní řád, notářský řád a předpisy souvisící (1. vydání), Orbis, Praha 1975
- Josef Rubeš: Občanský soudní řád, notářský řád a předpisy souvisící (1. vydání), Panorama, Praha 1982
- Vlastimil Handl, Josef Rubeš: Občanský soudní řád – komentář, Panorama, Praha 1985
- Josef Rubeš, Alena Winterová: Občanský soudní řád a předpisy souvisící (3. vydání), Panorama, Praha 1990
- Josef Rubeš, Alena Winterová: Občanský soudní řád a předpisy souvisící (4. vydání), Linde, Praha 1992
- Josef Rubeš, Alena Winterová: Občanský soudní řád a předpisy souvisící (5. vydání), Linde, Praha 1993
- Josef Rubeš, Alena Winterová: Dodatky k občanskému soudnímu řádu podle legislativních změn k 1. 1. 1993, Linde, Praha 1993
- Winterová, Rubeš, Pokorný: Občanský soudní řád a předpisy souvisící (6. vydání), Linde, Praha 1996
- Winterová, Pokorný, Rubeš: Občanský soudní řád a předpisy souvisící (7. vydání), Linde, Praha 1997
- Winterová, Pokorný, Rubeš: Občanský soudní řád a předpisy souvisící (8. vydání), Linde, Praha 1999